# Театр Геймана
Театр Геймана — театр, построенный в первые годы 20 века, принимал на своих подмостках известны и любительские театральные коллективы, здесь проходили общественные события в жизни общины Киева.

## История
Театр Геймана был построен в первые годы 20 века на улице Меринговской № 8 (ныне улица Заньковецкой). Назван по фамилии предпринимателя. Театр строился в эпоху развития города, которую побудило оживленное экономическую и культурную жизнь горожан, особенно в те времена получили известность театральные антрепризы постоялых актеров из Петербурга и Москвы, местные театральные группы также начали свою активную деятельность на поприще лицедейства. Купец семьи Гейман решил воспользоваться удачной тогдашней конъюнктурой и построил на выкупленном участке зала-театр на 600 мест с подсобными помещениями, надеясь на успешную эксплуатацию театральными труппами и демонстрацией фильмов.
С 1906 года, его в народе называли — театр «Медведь» (от фамилии антрепренёра и известного оперного тенора М. Е. Медведева (1852—1925)). Медведев был солистом Киевской русской оперы, Большого и Мариинского театров, первым исполнителем роли Ленского в опере «Евгений Онегин», лучшим, по мнению Петра Чайковского, исполнителем роли Германа в опере «Пиковая дама».
С 1905 года вёл ещё и педагогическую работу в Киеве, открыв в помещении киевского Геймана Театра «Высшие оперные и драматические курсы с обязательным инструментальным отделением» (действовали до 1917 года). Выпускниками курсов были — бас Григорий Пирогов (1885—1931), известный драматург-режиссёр Всеволод Мейерхольд. Силами учащихся курсов Николай Медведев, совместно с музыкально-драматической школы Николая Лысенко, ставил музыкально-драматические и драматические спектакли.
В промежутке 1941—1943 годов здание было разрушено во времена немецкой оккупации города в ходе Второй мировой войны.